# Granne

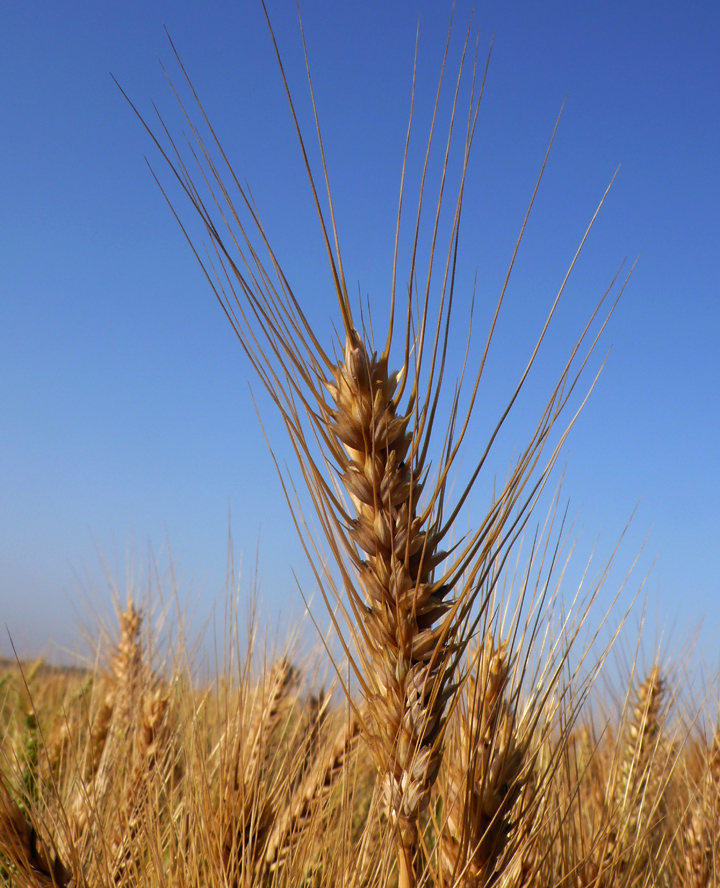
Getreide-Ähre mit Grannen

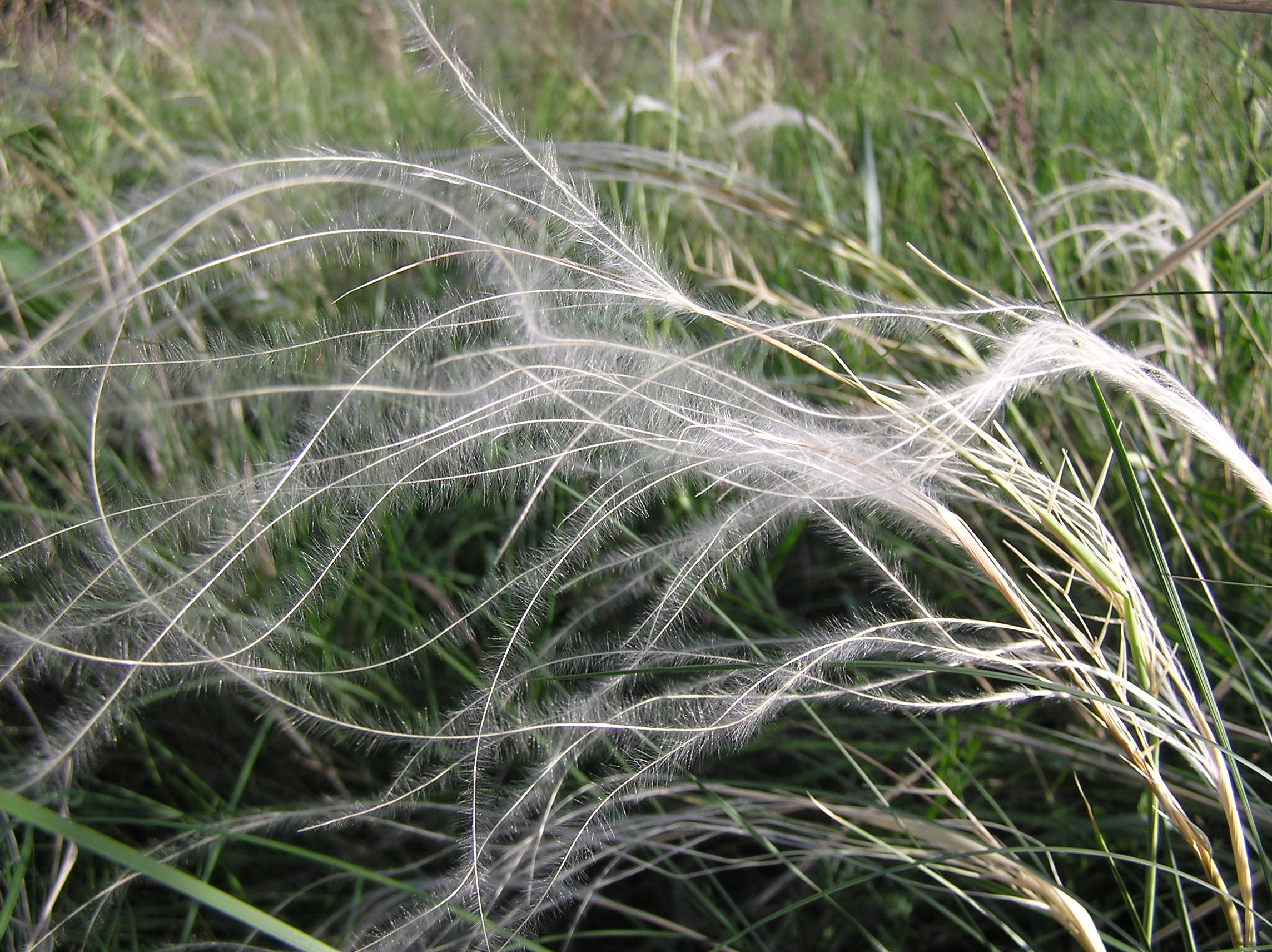
Echtes Federgras (Stipa pennata), behaarte Grannen

Eine Granne (auch Arista) (von althochdeutsch grana ‚Barthaar‘) ist ein borsten- oder fadenförmiger, gewöhnlich etwas starrer Fortsatz
eines Pflanzenorgans. Grannen sind gerade, gekrümmt, gekniet oder gedreht, mitunter auch verzweigt, wie bei der Gattung Aristida, behaart (zwecks Windausbreitung) oder rau. In letzterem Fall bleiben sie leicht im Fell vorüberlaufender Tiere hängen, was ihre Ausbreitung begünstigt.
Grannen finden sich beispielsweise auf dem Rücken oder am Ende der Spelzen vieler Süßgräser (Poaceae). Dabei entspricht die Spelze dem Unterblatt, während die Granne meist als der Blattspreite homolog betrachtet wird. Diese Auffassung ist aber nicht unumstritten. Die längsten Grannen besitzen die Federgräser (Stipa).
Die Granne spielt bei Gräsern eine Rolle in der Photosynthese sowie in der Wasserregulation und der Samenausbreitung.
Beim Dreschen werden die Grannen von Getreide entfernt, die zu Getreideprodukten verarbeitet werden sollen, und bilden zusammen mit Hülsen, Spelzen, Samenhüllen und Stängelteilen die Spreu.

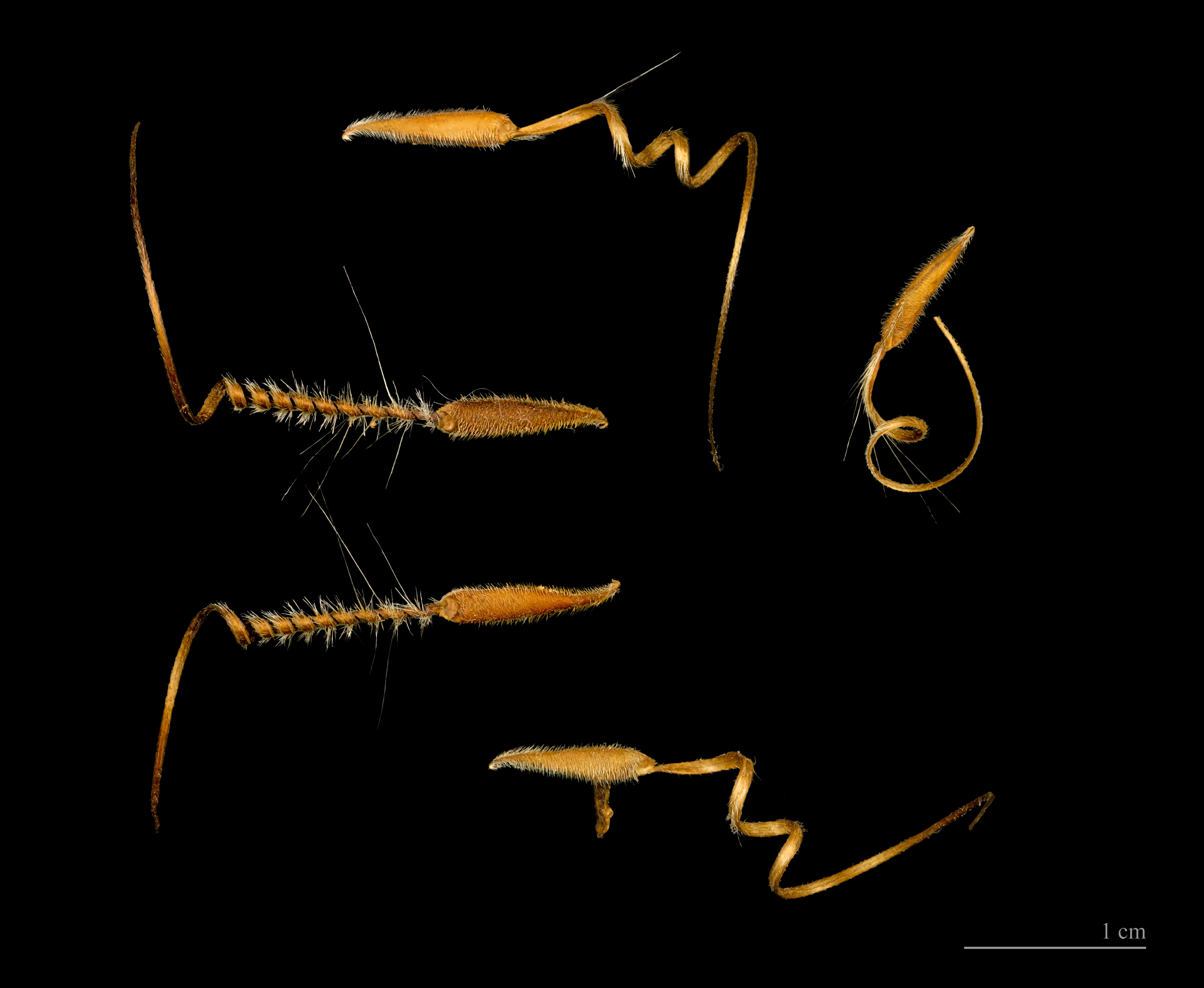
Gewöhnlicher Reiherschnabel (Erodium cicutarium): Teilfrüchte mit schraubig gewundener Granne

Eine andere grannenartige Struktur findet sich bei den Storchschnabelgewächsen (Geraniaceae). Die geschnäbelten Früchte zerfallen bei der Reife in fünf Teilfrüchte mit je einem borstenförmigen Anhängsel, welches der Außenwand des Fruchtblatts entspricht und als Granne bezeichnet wird. Bei der Gattung Reiherschnabel (Erodium) bewegen sich die Grannen durch Entquellung und Quellung (hygroskopisch) und bohren dabei den Samen in den Boden.
Auch bei Blättern können grannenartige Spitzen ausgebildet werden wie bei einigen Eichen-Arten oder beim Grannen-Klappertopf und dem Knorpelkraut. Ebenso werden die Anhängsel der Antheren der Gattung Erica und die Samenfortsätze von Strophanthus-Samen bisweilen als Grannen bezeichnet. Ferner kann der Pappus von Korbblütlern grannenartig ausgebildet sein, etwa derjenige der Sonnenblumen. Die Grannen-Kiefer verdankt ihren Namen den steifen, spitzen und grannenartigen Dornen ihrer Zapfen. Die Zapfenschuppen der verwandten Langlebigen Kiefer sind ebenfalls grannenartig bespitzt.
Das steife Grannenhaar (Strichhaar) aus dem Oberfell bei vielen Tieren wird auch kurz Granne genannt.

## Tiermedizin
Grannen von Getreidepflanzen können insbesondere bei Hunden vom Fell durch die Haut ins Gewebe eindringen und dort zu behandlungsbedürftiger Weichteilschwellung, oft mit Fistelbildung im Bereich der Pfoten führen. Betroffen sein können aber auch andere, selbst innere Organe, in welche die dünnen Grannen vordringen, wenn sie nicht frühzeitig entdeckt und entfernt werden.